# FK Jedinstvo Ub
FK Jedinstvo Ub (Servisch: ФК Јединство Уб) is een Servische voetbalclub uit Ub.
De club werd in 1920 opgericht en speelde ten tijde van Joegoslavië lang op regionaal niveau en enkele jaren op het derde niveau. In de jaren 1990 was de club een satellietclub van Rode Ster Belgrado. In 2000 promoveerde de club naar de Druga liga Srbije i Crne Gore u fudbalu op het tweede niveau maar degradeerde in 2002. Een jaar later promoveerde de club wederom maar zou in 2006 weer degraderen. In het seizoen 2016/17 speelde Jedinstvo Ub zelfs op het vierde niveau. Dat seizoen werd de club overgenomen door Nemanja Matić en Radosav Petrović. In 2017 promoveerde de club en in 2022 werd Jedinstvo Ub op het tweede niveau ingedeeld door de bond door het faillissement van OFK Žarkovo. In 2024 promoveerde   Jedinstvo Ub na een tweede plaats voor het eerst naar de Superliga. Daar speelde de club in het Voždovac Stadion in Belgrado omdat het eigen Stadion Dragan Džajić niet aan de eisen voldeed. Jedinstvo Ub werd in de Superliga zestiende en laatste en de degradeerde weer na een seizoen.
Čukarički · 
FK IMT ·
Jedinstvo ·
Mladost Lučani · 
Napredak · 
Novi Pazar ·
OFK Beograd ·
Partizan · 
Radnički 1923 ·
Radnički Niš · 
Rode Ster · 
Spartak · 
Tekstilac ·
TSC · 
Vojvodina · 
Železničar